# Markea lopezii
Markea lopezii är en potatisväxtart som beskrevs av A.T. Hunziker. Markea lopezii ingår i släktet Markea och familjen potatisväxter. Inga underarter finns listade i Catalogue of Life.